# Charlotte Giesen
Charlotte Milton Caldwell Giesen, apelidada de Pinkie (Radford, 27 de janeiro de 1907 – Radford, 28 de janeiro de 1995), foi uma política e editora de notícias da Virgínia. Morou ao longo de sua vida em Radford, no qual ela trabalhou na Câmara dos Delegados de Virgínia entre 1958 a 1961, tornando-se a primeira mulher republicana eleita para a Câmara.

## Biografia e carreira
Nascida em Radford, Virgínia, Charlotte Milton Caldwell é filha de Charles Minor Caldwell e de Ida Goodykoontz. Ela se formou na Universidade Radford, então conhecido como Women's Division do Instituto Politécnico e Universidade Estadual de Virgínia, em 1925. Em 5 de abril de 1929, ela se casou com Arthur Rossa Giesen, e eles tiveram um filho e uma filha que sobreviveram a eles.
Em 1954, Charlotte Giesen tornou-se a primeira mulher eleita para o conselho da cidade de Radford. Seu marido, Arthur Giesen, foi prefeito de Radford e também trabalhou no conselho da cidade. Charlotte Giesen foi, por muitos anos, a editora da coluna feminina do jornal Radford News Journal, assim como também gerenciou a versão original do Montgomery News Messenger. Ela atuou no conselho de administração do Radford Child Care Center e do capítulo Radford da Cruz Vermelha Americana. Ela também era ativa em sua Igreja Luterana, na auxiliar da Legião Americana e no capítulo local do American Farm Bureau.
Durante a crise da Resistência Maciça, os eleitores elegeram Giesen em 1957 para a Câmara dos Delegados (um cargo de meio período). Ela derrotou o atual democrata John L. Whitehead, membro da Byrd Organization que apoiava o fechamento de escolas para impedir a integração racial. Giesen representou Radford e o condado de Montgomery, e ganhou a reeleição em 1959. Sua plataforma, considerada progressista para o dia, incluía restabelecer a educação obrigatória, exigir vacinas contra a poliomielite e a prisão de motoristas bêbados e apoio ao governo aberto.
A delegada, a democrata Dorothy Shoemaker McDiarmid, caracterizou Giesen como "a tia favorita de todos". Giesen atuou em quatro comitês: Relações Federais, Imigração, Impressão e Propriedade Pública. Em 1961, Giesen, foi derrotada na reeleição pelo democrata Kenneth I. Devore, pois as escolas haviam reaberto, mas muitos brancos apoiavam academias segregadas privadas. Devore também cumpriu dois mandatos e recebeu atribuições de comitês de maior prestígio (para Leis Gerais, Estradas e Despesas da Casa).
No entanto, Charlotte Giesen continuou seu envolvimento cívico. Em 1962 ela foi reeleita para a Câmara Municipal de Radford, cargo na qual ela exerceu até 1966. Giesen também atuou no Conselho de Visitantes de sua alma mater de 1970 a 1978. Além disso, seu filho, Pete Giesen, que se tornou presidente da Augusta Steel Corporation, continuou a tradição política republicana da família em 1963 ao vencer a eleição para a Câmara dos Delegados da Virgínia do condado de Augusta e das cidades de Staunton e Waynesboro. Embora Augusta Steel tenha fechado, e ele tenha perdido sua campanha inicial em 1961 e uma tentativa de reeleição durante a vitória democrata pós- Watergate, Pete Giesen representou essas cidades e partes do condado de Augusta, bem como todos ou partes dos condados de Bath, Highland e Rockingham por mais de três décadas de serviço público (1964-1996).
Theodore Roosevelt Dalton e seu filho, o futuro governador John N. Dalton, eram vizinhos de Giesen durante seu tempo como delegada.

## Morte e legado
Viúva, Giesen morreu em sua casa em Radford, na Virgínia, em 28 de janeiro de 1995, sobreviveu por seu filho e filha e suas famílias (que até então incluíam treze netos). Ela foi enterrada no cemitério West View da cidade.
Durante sua vida, Giesen foi eleita a "Mulher Radford do Ano" pela Business and Professional Women's Association e, em 1960, a organização militar Veteranos de Guerras Estrangeiras elegeu Giesen como "Mulher Excepcional do Ano". Sua família conseguiu uma bolsa de estudos para homenagear ela e seu marido em Radford. A Câmara dos Delegados e o Senado Estadual a homenagearam em conjunto. A biblioteca Virginia Tech, por meio de suas divisões de coleções especiais, possui em seu acervo, uma entrevista gravada com Giesen.